# Sapiosexualidad
La sapiosexualidad es un concepto relacionado con la orientación sexual que se caracteriza por la atracción sexual y/o romántica hacia las personas en función de su inteligencia cognitiva o emocional, que puede ser independiente del género o sexualidad de los sujetos. Las personas que se reconocen sapiosexuales son aquellas que dicen sentirse atraídas por un vínculo o conexión intelectual.

## Definición
En general, las definiciones conceptúan la sapiosexualidad como una atracción sexual que ocurre a través de una conexión intelectual con otra persona o por su inteligencia.
Los sapiosexuales, en particular, pueden utilizar la conversación como un juego sexual.
Según el especialista Rob Cover, la idea de «sapiosexual» abre la posibilidad de una sexualidad que no se define por los géneros del sujeto o del objeto de la atracción, ya que ofrece una categorización 
basada principalmente en la inteligencia o los atributos intelectuales de los sujetos, posiblemente con independencia del género. Eso se asemeja a la discusión dentro de la bisexualidad, de comprender trazos de la personalidad como elementos principales de atracción sexual, antes que el género; pero, en este sentido, la sapiosexualidad sería más radical.

## Historia del concepto
Durante la década de 1990, la teoría queer cuestionó las definiciones binarias de género y sexualidad. Apuntaron cómo solamente la hetero y homosexualidad no son suficientes para abarcar las posibilidades de las sexualidades humanas. Pero fue solamente en la década, que un mismo cuestionamiento tuvo un impacto mucho mayor en el régimen dominante. Tal cuestionamiento surgió por medio de una nueva taxonomía de la sexualidad. Desde finales de la década de 1990 y 2010 científicos y psicólogos han realizado estudios e investigaciones sobre la sapiosexualidad.
En el siglo 21, una nueva taxonomía de la sexualidad emergió en los medios digitales contemporáneos, inaugurando una serie de términos de identidad en lo que se refiere al género, a la sexualidad o a la atracción sexual. Estudios incluyen la amplia circulación de listas, formuladas por grupos de jóvenes, en Internet, de más de un ciento de etiquetas o categorías que matizan las identidades sexuales. La sapiosexualidad se incluye en este rol.
La sapiosexualidad incluye a las personas que son atraídas por la intelectualidad de otra persona.

### Controversias
La sapiosexualidad ha sido criticada como una taxonomía falsa, por no ser inclusiva.
Aunque el concepto es reciente, la atracción sexual hacia las expresiones intelectuales ha existido desde siempre. Por mucho tiempo, restringido a la cultura geek, solo se etiquetó cómo 'sapiosexualidad' en la década de 2010, convirtiéndose en una categoría popular en la Internet.

## Etimología
El término sapiosexual es un neologismo proveniente del latín sapiens, es decir, una atracción sexual dirigida hacia personas inteligentes, sabias, sapientes.